# Volker Schneller
Volker Schneller (* 28. Oktober 1938 in Flensburg) ist ein ehemaliger deutscher Handballspieler und Handballtrainer.

## Werdegang
Volker Schneller spielte beim Flensburger TB und ab 1960 beim TSV 1860 Ansbach, mit dem er 1960 und 1962 deutscher Meister im Feldhandball wurde. Für den Gewinn der Feldhandball-Weltmeisterschaft 1966 mit der deutschen Nationalmannschaft wurde er mit dem Silbernen Lorbeerblatt geehrt. Daneben gewann er als Trainer mit der Ansbacher Jugend die Bayerische Meisterschaft.
Ab 1968 arbeitete Volker Schneller, der gelernter Drucker ist, bei Adidas im Bereich der Sportlerbetreuung. Als Trainer gewann er in dieser Zeit mit den Frauen des 1. FC Nürnberg zwei deutsche Meistertitel, trainierte den TSV 1846 Nürnberg, und führte ab 1974 die Männer des Tuspo Nürnberg von der Bezirks- bis in die Bundesliga. Er war zudem Anfang der 1970er Jahre Trainer der deutschen Frauen-Nationalmannschaft, die unter seiner Leitung bei der Weltmeisterschaft 1973 in Jugoslawien den elften Platz belegte.
Nachdem Schneller Anfang 1984 als Trainer des TuSpo Nürnberg entlassen worden war, ging er nach Leverkusen und wurde Geschäftsführer der Personalverwaltung des TSV Bayer 04 Leverkusen und Trainer der Leverkusener Handballerinnen, mit denen er 1985, 1986 und 1987 die deutsche Meisterschaft sowie 1985 und 1987 den DHB-Pokal gewann.
1989 erkrankte Volker Schneller schwer am Zoster-Virus und musste als Folge eine langwierige Rehabilitation durchlaufen. 1995 ging er in Altersteilzeit und kehrte nach Franken zurück, wo er die Jugend der TS Herzogenaurach trainierte sowie die CSG Erlangen, die HG Erlangen und, bis zu seiner Entlassung Anfang 2004, den aus der Fusion der beiden Vereine entstandenen HC Erlangen.
Schneller ist verheiratet und hat zwei Söhne.